# Copa del Món de Futbol de 1962 - Grup 3
El Grup 3 de la Copa del Món de Futbol 1962, disputada a Xile, estava compost per quatre equips, que s'enfrontaren entre ells amb un total de 6 partits. Els dos millors classificats passaren a jugar la segona fase, els quarts de final.

## Integrants
El grup 3 està integrat per les seleccions següents:
| Brasil | Txecoslovàquia | Mèxic | Espanya |
| ------ | -------------- | ----- | ------- |

## Classificació
| Pos | Equip          | PJ | PG | PE | PP | GF | GC | GR    | Pts | Classificació           |
| --- | -------------- | -- | -- | -- | -- | -- | -- | ----- | --- | ----------------------- |
| 1   | Brasil         | 3  | 2  | 1  | 0  | 4  | 1  | 4,000 | 5   | Avança a la segona fase |
| 2   | Txecoslovàquia | 3  | 1  | 1  | 1  | 2  | 3  | 0,667 | 3   | Avança a la segona fase |
| 3   | Mèxic          | 3  | 1  | 0  | 2  | 3  | 4  | 0,750 | 2   |                         |
| 4   | Espanya        | 3  | 1  | 0  | 2  | 2  | 3  | 0,667 | 2   |                         |

## Partits

### Brasil vs Mèxic
| Brasil                 | 2–0     | Mèxic |
| ---------------------- | ------- | ----- |
| Zagallo 56' · Pelé 73' | Informe |       |

### Txecoslovàquia vs Espanya
| Txecoslovàquia | 1–0     | Espanya |
| -------------- | ------- | ------- |
| Štibrányi 80'  | Informe |         |

### Brasil vs Txecoslovàquia
| Brasil | 0–0     | Txecoslovàquia |
| ------ | ------- | -------------- |
|        | Informe |                |

### Espanya vs Mèxic
| Espanya   | 1–0     | Mèxic |
| --------- | ------- | ----- |
| Peiró 90' | Informe |       |

### Brasil vs Espanya
| Brasil            | 2–1     | Espanya      |
| ----------------- | ------- | ------------ |
| Amarildo 72', 86' | Informe | Adelardo 35' |

### Mèxic vs Txecoslovàquia
| Mèxic                                          | 3–1     | Txecoslovàquia |
| ---------------------------------------------- | ------- | -------------- |
| Díaz 12' · Del Águila 29' · Hernández 90' (p.) | Informe | Mašek 1'       |